# Красный Крест Республики Сербской
Красный Крест Республики Сербской (серб. Црвени крст Републике Српске, босн. и хорв. Crveni krst Republike Srpske, англ. Red Cross of Republika Srpska) — гуманитарная организация Республики Сербской, осуществляющая свою деятельность в рамках Международного движения Красного Креста и Красного Полумесяца. Сформировалась с момента начала Боснийской войны в 1992 году, приведшей к распаду Красного Креста Боснии и Герцеговины.

## Статус и деятельность организации
Красный Крест Республики Сербской (КК РС) является добровольной, негосударственной, некоммерческой организацией, действующей на территории Республики Сербской. Её статус определён  Законом о полномочиях Красного Креста Республики Сербской (Официальный вестник Республики Сербской № 18/94 и № 110/03), так и положениями Общества Красного Креста Боснии и Герцеговины. Кроме того, КК РС осуществляет свою работу в соответствии с Четвёртой женевской конвенцией от 12 августа 1949 года. Миссией КК РС является предотвращение и облегчение страданий людей, защита их жизни и здоровья на основе обеспечения уважения к человеческой личности, особенно в периоды вооруженных конфликтов и других чрезвычайных ситуаций.
Работа КК РС начиналась 23 июня 1992 года практически с нуля силами небольшого количество ранее занятых в Красном Кресте Боснии и Герцеговины и несколькими привлечёнными добровольцами. Гуманитарная помощь оказывалась в экстремальных условиях с помощью, в том числе, международных организаций.
В настоящее время Красный Крест РС осуществляет работу по следующим направлениям:
- Социальная гуманитарная деятельность;
- Оказание первой медицинской помощи;
- Программа по сестринскому уходу;
- Программа медицинского образования;
- Добровольное донорство крови;
- Информационно-издательская деятельность и пропаганда;
- Международное сотрудничество;
- Программа ликвидации последствий стихийных бедствий.

Деятельность Красного Креста Республики Сербской регулярно освещается средствами массовой информации и смежными организациями. Так, весной 2014 года ККРС проделал большую работу по оказанию самой разнообразной помощи пострадавшим от крупнейшего за последние 120 лет наводнения в Сербии, Боснии и Герцеговине. Однако стихийное бедствие вызвало к жизни не только гуманитарные и социальные проблемы. Мины, оставшиеся на этих территориях со времени Боснийской войны, переместились с промаркированных мест. Это значительно отбросило назад процесс разминирования территорий. В феврале 2016 года КК РС объявил о мобилизации молодых волонтёров для оказания гуманитарной помощи в связи с разрастанием Европейского миграционного кризиса и сменой маршрутов перемещения беженцев.